# Paulin Ladeuze
Paulin Ladeuze (Harveng (Bergen), 3 juli 1870 – Leuven, 10 februari 1940) was een Belgische katholieke priester, bisschop, theoloog, oriëntalist en professor.

## Wetenschapper
In 1900 was hij samen met Alfred Cauchie de oprichter van het tijdschrift Revue d'histoire ecclésiastique.
In 1921 was hij medeoprichter van het Belgisch Genootschap voor Oosterse Studiën door de oriëntalisten van België.

## Rector
Ladeuze was van 1909 tot 1940 rector van Katholieke Universiteit Leuven. De benoeming van professor Ladeuze tot rector, werd in Rome zeer slecht onthaald, vanwege zijn, volgens Vaticaanse instanties, gewaagde exegetische stellingen. Men dacht zelfs aan de mogelijkheid van een afzetting en het is slechts onder de persoonlijke druk van kardinaal Mercier, die erop wees dat de benoeming van de Leuvense rector een bevoegdheid was van de Belgische bisschoppen, dat rector Ladeuze kon gehandhaafd worden.

### Gijzeling
Op 24 augustus 1914 namen de Duitse invallers Ladeuze in gijzeling op het Leuvense stadhuis, samen met andere notabelen van de stad. Hij kwam er zonder kleerscheuren vanaf, maar moest lijdzaam toezien hoe de stad rondom in vlammen opging.

### Taalstrijd
Waar de voertaal aan de KU Leuven eerst Latijn was, werd dit na de Belgische onafhankelijkheid Frans. Vanaf 1911 werd het Nederlands geleidelijk ingevoerd en pas in 1936 werden de meeste colleges in het Nederlands gegeven. Dit was mede te danken aan de strijd die de Vlaamse studenten voerden tegen de inrichtende macht.
Met die jonge Vlamingen kwam Paulin Ladeuze – die geen Nederlands sprak – geregeld in conflict waarbij uitsluiting geen uitzondering was. In de jaren twintig waren er heel wat spanningen tussen de Vlaamse en Waalse studenten en de academische overheid. Veel manifestaties waren door het rectoraat verboden voor "universiteitsbevolking". Zo schreef rector Ladeuze na een Brabançonne-incident in maart 1925 aan professor Lodewijk Scharpé: "vous m'avez fait passer une des plus mauvaises journées de ma vie rectorale".

## Bisschop
Op 21 oktober 1928 werd hij benoemd tot titulair bisschop van Tiberias. Zijn bisschopswijding vond plaats op 2 februari 1929.

## Nagedachtenis
Het huidige Ladeuzeplein is na zijn rectoraat naar hem genoemd.
1933: Grootofficier in de Orde van Christus (Portugal)